# Đỗ Thị Tâm (nhà Nguyễn)
Đỗ Thị Tâm (chữ Hán: 杜氏心; 27 tháng 9 năm 1804 – 12 tháng 4 năm 1863), còn có tên húy là Duyên, phong hiệu Thất giai Quý nhân (七階貴人), là một thứ phi của vua Minh Mạng nhà Nguyễn trong lịch sử Việt Nam.

## Tiểu sử
Quý nhân Đỗ Thị Tâm nguyên quán ở làng Trầm Bái, xã Dương Xuân Thượng, huyện Hương Trà (cũ), tỉnh Thừa Thiên. Cha của bà là ông Đỗ Văn Thạch, được truy tặng chức Hiệu úy. Bà sinh ngày 24 tháng 8 (âm lịch) năm Giáp Tý (1804). Bà có người chị ruột cùng mẹ là Quý nhân Đỗ Thị Tùng và một người em gái là Tài nhân Đỗ Thị Cương đều được đưa vào cung hầu vua Minh Mạng.
Ngày 25 tháng 2 (âm lịch) năm Quý Hợi (1863) thời vua Tự Đức, Quý nhân Đỗ thị qua đời, hưởng thọ 60 tuổi, được ban thụy là Trang Thuận (莊順). Bà được táng gần khu vực chùa Viên Quang, nay thuộc phường Thủy Xuân, thành phố Huế.

## Hậu duệ
Bà Quý nhân Đỗ Thị Tâm sinh cho vua Minh Mạng được 8 người con, gồm 5 hoàng tử và 3 hoàng nữ:
- Mỹ Ninh Công chúa Nguyễn Phúc Gia Tiết (27 tháng 12 năm 1823 – 1 tháng 12 năm 1841), hoàng nữ thứ 16.
- Nguyễn Phúc Miên Hoạn (31 tháng 8 năm 1826 – 13 tháng 1 năm 1839), hoàng tử thứ 34, mất sớm.
- Trấn Tĩnh Quận công Nguyễn Phúc Miên Dần (18 tháng 4 năm 1829 – 9 tháng 3 năm 1885), hoàng tử thứ 45.
- Bái Ân Công chúa Nguyễn Phúc Lương Trinh (28 tháng 10 năm 1830 – 28 tháng 4 năm 1891), hoàng nữ thứ 36.
- Cẩm Giang Quận công Nguyễn Phúc Miên Vãn (28 tháng 9 năm 1832 – 1 tháng 9 năm 1895), hoàng tử thứ 59.
- Hoàng nữ thứ 45, tảo thương (chưa kịp đặt tên).
- Bảo An Quận công Nguyễn Phúc Miên Khách (6 tháng 5 năm 1835 – 9 tháng 12 năm 1858), hoàng tử thứ 69.
- Kiến Phong Quận công Nguyễn Phúc Miên Hoang (20 tháng 5 năm 1836 – 15 tháng 7 năm 1888), hoàng tử thứ 72.